# The Winchesters
Supernatural
The Winchesters est une série télévisée de fantasy d'horreur américaine en treize épisodes de 42 minutes produite par Jensen Ackles et Danneel Ackles, diffusée entre le 11 octobre 2022 et le 7 mars 2023 sur le réseau The CW.
En France, la série est diffusée sur Warner TV à partir du 9 octobre 2023.
Il s'agit d'une préquelle à la série télévisée Supernatural (2005-2020). La série est centrée sur la rencontre et l'histoire d'amour entre John et Mary Winchester, les parents des deux protagonistes de la série. Ils enquêtent ensemble sur le passé de leurs familles et s'associent avec deux chasseurs Latika et Carlos pour réussir leurs quêtes de vérités.

## Synopsis
Dean Winchester nous raconte de son point de vue, la rencontre et l’histoire d’amour de ses parents, John et Mary Winchester, dans les années 1970. La recherche de leurs pères disparus les réunira et ils s’associeront à deux chasseurs de démons, Carlos et Latika. John et Mary seront prêts à perpétuer leur héritage familial pour trouver des réponses malgré les efforts de Millie, la mère de John, pour le protéger.

## Fiche technique
Sauf indication contraire, les informations mentionnées dans cette section peuvent être confirmées par la base de données cinématographiques IMDb,  présente dans la section « Liens externes ».
- Titre original : The Winchesters
- Réalisation : Jensen Ackles et Danneel Ackles
- Scénario : Robbie Thompson[2]
- Musique : Jay Gruska
- Sociétés de production : The CW
- Société de distribution :
- Pays de production :  États-Unis
- Langue originale : anglais
- Format : couleur - 2,35:1
- Genre : fantasy, horreur, policier, thriller, drame
- Dates de sortie : 
  - États-Unis : 11 octobre 2022
  - France : 9 octobre 2023
- Classification : n/a

## Distribution

### Acteurs principaux
- Meg Donnelly (VF : Zina Khakhoulia) : Mary Campbell
- Drake Rodger (VF : Jim Redler) : John Winchester
- Nida Khurshid (VF : Alice Taurand) : Latika Dessai
- Jojo Fleites (VF : Mike Fédée) : Carlos Cervantez
- Demetria McKinney (en) (VF : Laëtitia Laburthe-Tolra) : Ada Monroe
- Bianca Kajlich (VF : Rafaèle Moutier) : Millie Winchester, mère de John

### Acteurs récurrents
- Jensen Ackles (VF : Fabrice Josso) : Dean Winchester (narrateur) (épisodes 1, 10 et 13)
- Tom Welling (VF : Tony Marot) : Samuel Campbell, père de Mary (épisodes 7, 8 et 13)
- Bridget Regan (VF : Valérie Siclay) : Roxy (épisodes 3, 5, 7 et 10)
- Andrea Londo : Betty Donelan, ex-fiancée de John (épisodes 3, 5 et 9)
- Ryan McCartan (VF : Aurélien Raynal) : Kyle Reed (épisodes 3, 4, 9 et 10)

### Invités
- Gil McKinney : Henry Winchester, père de John (épisodes 1 et 7)
- Michael Reagan : Clyde (épisode 2)
- Paul Schackman : Dr. Zimpano (épisode 4)
- James MacDonald : Mars Neto (épisode 4)
- Tyler Lofton : Tony Monroe (épisode 5)
- Audrey Marie Anderson : Tracy Gellar (épisode 6)
- Nicholas Duvernay : Anton (épisodes 6 et 9)
- Richard Speight Jr. (VF : Constantin Pappas) : Loki (épisode 8)
- Rob Benedict (VF : Olivier Destrez) : Tango (épisode 8)
- Jake Etheridge : Jericho Kid (épisode 8)
- Jared Wofford : Nikolas (épisode 9)
- Austin Boyce : Diana (épisode 9)
- Charles Shaughnessy : Jack Wilcox (épisode 10)
- Ruth Connell (VF : Julie Dumas) : Rowena (épisode 12)
- Jim Beaver (VF : Jacques Bouanich) : Bobby Singer (épisode 13)
- Alexander Calvert (VF : Christophe Lemoine) : Jack Kline (épisode 13)

 Source et légende : version française (VF) sur RS Doublage

## Production
Le 11 mai 2023, la série est annulée.

## Épisodes
1. John et Mary (Pilot)
2. Les enfants désobéissants (Teach Your Children Well)
3. Bori Baba (You're Lost Little Girl)
4. Les maîtres de la guerre (Masters of War)
5. Le Visiteur de Rêves (Daydream Believer)
6. Le destin des chasseurs (Art of Dying)
7. L’Echange (Reflections)
8. Un Pacte Brûlant (Hang on to Your Life)
9. Maître de ton destin (Cast Your Fate to the Wind)
10. Souvenirs Enfouis (Suspicious Minds)
11. Le Bracelet (You've Got a Friend)
12. Larmes de clown (The Tears of a Clown)
13. Ce n’est pas une façon de dire au revoir (Hey, That's No Way to Say Goodbye)

## Audiences aux États-Unis
| N° d'épisode | Titre original                    | Chaîne | Date de diffusion originale | Audience (en millions de téléspectateurs) | Pdm sur les 18-49 ans |
| ------------ | --------------------------------- | ------ | --------------------------- | ----------------------------------------- | --------------------- |
| 1            | Pilot                             | The CW | 11 octobre 2022             | 0.78                                      | 0.1                   |
| 2            | Teach Your Children Well          | The CW | 18 octobre 2022             | 0.46                                      | 0.1                   |
| 3            | You're Lost Little Girl           | The CW | 25 octobre 2022             | 0.55                                      | 0.1                   |
| 4            | Masters of War                    | The CW | 1er novembre 2022           | 0.57                                      | 0.1                   |
| 5            | Legend of a Mind                  | The CW | 15 novembre 2022            | 0.46                                      | 0.1                   |
| 6            | Art of Dying                      | The CW | 22 novembre 2022            | 0.50                                      | 0.1                   |
| 7            | Reflections                       | The CW | 6 décembre 2022             | 0.41                                      | 0.1                   |
| 8            | Hang on to Your Life              | The CW | 24 janvier 2023             | 0.37                                      | 0.1                   |
| 9            | Cast Your Fate to the Wind        | The CW | 31 janvier 2023             | 0.35                                      | 0.1                   |
| 10           | Suspicious Minds                  | The CW | 7 février 2023              | 0.29                                      | 0.1                   |
| 11           | You've Got a Friend               | The CW | 21 février 2023             | 0.36                                      | 0.1                   |
| 12           | The Tears of a Clown              | The CW | 28 février 2023             | 0.49                                      | 0.1                   |
| 13           | Hey, That's No Way to Say Goodbye | The CW | 7 mars 2023                 | 0.44                                      | 0.1                   |